# Artificial
Artificial is het derde studioalbum van de Australische muziekgroep Unitopia. Het thema van het album is Artificial Intelligence. Het album dat is opgenomen in Adelaide laat een keur aan stijlen binnen de progressieve rock horen, zonder dat er sprake is van direct kopiëren. Van Genesis tot Gentle Giant, van Spock's Beard tot The Tangent komen voorbij. De stem van Trueack doet daarbij denken aan die van John Watts van Fischer-Z. De toegevoegde saxofoon geeft het album hier en daar een jazzy klank. Van het album verschenen twee versies, een gewone en een Deluxe met een boekwerkje en 3 bonustracks. De hoes van beide versies was van Ed Unitsky, die ook een bijdrage aan het album verleende.

## Musici
- Mark Trueack – zang
- Sean Timms - toetsinstrumenten, zang
- Matt Williams – gitaar, zang
- Shaun Duncan – basgitaar
- Peter Raidel – saxofoon
- Jamie Jones, Tim Irrgang – slagwerk, percussie

met
- Amanda Timms – dwarsfluit
- Geoff Bradley – piccolotrompet “Nothing lasts forever”
- Ed Unitsky – spreekstem “Tesla”
- strijkorkest Amaca Strings

## Muziek
Alle van Timms en Trueack.

| Nr. | Titel                       | Duur  |
| --- | --------------------------- | ----- |
| 1.  | Suffocation                 | 1:40  |
| 2.  | Artificial world            | 5:42  |
| 3.  | Nothing lasts forever       | 9:31  |
| 4.  | Not human anymore           | 5:22  |
| 5.  | Tesla                       | 13:21 |
| 6.  | Reflections                 | 3:18  |
| 7.  | The power of 3              | 1:22  |
| 8.  | Rule of 3’s                 | 4:10  |
| 9.  | Gone in the blink of an eye | 9:49  |
| 10. | The great reward            | 6:38  |

| Nr. | Titel                              | Duur |
| --- | ---------------------------------- | ---- |
| 11. | What kind of world                 | 9:36 |
| 12. | This time I think we have it right | 3:51 |
| 13. | Relative to me                     | 3:10 |